# مهرخسرو
مهرخسرو یکی از فرماندهان نظامی ایرانی در زمان حکومت شاهنشاه خسرو پرویز ساسانی (حک. ۵۹۰–۶۲۸) بود. او در لشکرکشی تیگران به تارون حضور داشت و پس از کشته شدن او در جنگ، به عنوان فرمانده لشکر برگزیده شد. دربارهٔ زندگی او پس از جنگ اطلاعی در دست نیست.